# パチスロ必勝本
パチスロ必勝本（パチスロひっしょうぼん）は、辰巳出版の発行するパチスロ情報誌。

## 概要
毎月21日発売の月刊誌。
パチスロ必勝ガイド（白夜書房→ガイドワークス）・パチスロ攻略マガジン（双葉社、休刊）と並び、パチスロ業界では三大情報誌の一角を占める。スカパー!のパチ・スロ サイトセブンTVでは冠番組『パチスロ必勝本777』を持つほか、同社所属のライターが中心となる対戦番組『パチスロバトルリーグ』も2005年から2017年まで放送されていた。
2009年4月には同誌の開発協力によるニンテンドーDS用のソフト『パチ&スロ必勝本DS』（開発・販売はドラス）も発売された。

## ライター
順番はペンネームの五十音順。
- 悪★味
- 嵐
- 射駒タケシ
- うっちい
- 梅屋シン
- くり - 元・アームストロング
- KEN蔵
- こーじ
- しんのすけ
- スロカイザー
- 辻ヤスシ - 父は埼玉西武ライオンズ前監督の辻発彦
- とっぱち
- NIYA
- 二階堂亜樹
- 飄
- マコト
- 松真ユウ
- 水瀬美香
- 雅
- ムPー
- 大和
- ラッシー
- ララ
- 乱

## ギャルズパーティー
かつての同誌の特徴であり人気企画の一つとして「ギャルズパーティー」があった。これは一言で言えば「同誌による若手女性ライター育成プロジェクト」で、パチスロライターを目指す女性を候補生として集めた上で、誌面や『パチスロ必勝本777』番組内での企画を通じて候補を絞り込み、最終的に読者の投票により「ギャルズメンバー」を決定するもの。メンバーとなった人間は誌面の連載やテレビ番組企画などで活動する。2009年まで3期に渡って行われた。ちなみに第1期メンバーには二階堂亜樹、水瀬美香、井上由美子がいる。
なお候補者になるに際してはパチスロに関する知識・経験等は不問となっており、同誌のライターであるウシオはむしろ「パチスロに対する情熱を重視する」として、候補者としての選考過程での成長度合いなどを重視していることを明らかにしている。ただ一方で、第3期に関しては芝田翔生子・関口帆香・中野小百合・葉山綾・本橋優華・森まどかなど、既にグラビアアイドルとして芸能界にデビュー済みである人間が候補者の大半を占め、合格者についても雛田みかなど現役グラビアアイドルが含まれる結果となったため、その点で「ルックスを重視しすぎ」との批判もある。

## 関連誌
- 『パチスロ7』 - 2020年休刊。パチスロ漫画誌。毎月26日発売。
- 『パチスロ極』 - 2020年休刊。辰巳出版グループのスコラマガジンが発行していた。
- 『パチスロ必勝本DX』 - 2020年休刊。
- 『パチスロ必勝本極』 - 2022年休刊。上記2誌が合併した兄弟誌として毎月7日に発売し、本誌と合わせて実質月2回刊行体制となっていた。